# Oksana Ivanenková
Oksana Ivanenková, také Oxana Ivanenko (Oksana Dmytrivna Ivanenko, rusky Оксана Дмитриeвнa Іваненко, ukrajinsky Оксана Дмитрівна Іваненко; 31. března 1906 Poltava – 17. prosince 1997 Kyjev) byla ukrajinská a sovětská spisovatelka knih pro děti a překladatelka.

## Život
Narodila se jako dcera právníka, novináře a spisovatele Dmitrije Alexejeviče Ivanenka (1859-1943), který patřil k ukrajinským národním obrozencům. Psal pod různými pseudonymy, redigoval časopis Poltavské gubernijní vědomosti a zahynul při válečné evakuaci ve Sverdlovsku. Oksanin bratr Dmitrij Dmitrijevič Ivanenko (1904-1994) se stal teoretickým fyzikem a přednášel na Lomonosovově univerzitě v Moskvě.
Po studiu gymnázia v Poltavě nastoupila k povinné převýchově do jednoroční dělnické školy a odtud v roce 1922 do Poltavského ústavu veřejného vzdělávání.
V roce 1926 absolvovala fakultu sociální výchovy pedagogického institutu v Charkově, v roce 1931 ukončila postgraduální studium v Ukrajinském výzkumném ústavu pedagogickém, dále vedla sekci dětské literatury v kyjevské pobočce institutu. Několik let byla učitelkou v dětské kolonii Maxima Gorkého pod vedením A. S. Makarenka.
V letech 1932–1939 pracovala v kyjevském nakladatelství literatury pro děti "Molodyj Bilšovik", v letech 1947–1951 v časopise pro nejmenší čtenáře "Barvinok". Dále působila ve svobodném povolání.
Byla pohřbena na Bajkovově hřbitově v Kyjevě.
Její dcera Valerija Volodymyrovna Ivanenková (1926-1968) byla také spisovatelkou knih pro děti a překladatelkou.

## Dílo
Psala a publikovala časopisecky od roku 1925, první knížku vydala roku 1940. Nejoblíbenější zůstávají její pohádky pro děti předškolního a raného školního věku s tematikou zvířat. Ostatní tvorba byla spjata s pracovním prostředím Makarenkovy školy, a tak poněkud zatížena socialistickým realismem. Do češtiny bylo v letech 1954–1974 přeloženo pět knih, populární zůstávají:
- Pohádky lesa
- Slaměný býček
- Tarasovy cesty

Psala ukrajinsky, překládala z němčiny, z dánštiny (např. originály Andersenových pohádek) a z ruštiny.